# Journée mondiale des abeilles
La journée mondiale des abeilles est célébrée le 20 mai. Ce jour-là, Anton Janša, originaire de Carniole en Slovénie, et pionnier de l'apiculture, est né en 1734.
L'objectif de cette journée internationale est de reconnaître le rôle des abeilles et d'autres pollinisateurs pour l'écosystème.